# Offensiva di Gorlice-Tarnów
L'offensiva di Gorlice–Tarnów fu un'operazione della prima guerra mondiale intrapresa dall'esercito tedesco per alleggerire la pressione russa sulle forze austro-ungariche nel sud del Fronte orientale, ma si concluse con un collasso totale delle linee russe e la conseguente ritirata delle forze zariste fin oltre i confini pre-bellici, che prese il nome di "Grande Ritirata". Questa offensiva, partita ai primi di maggio, terminò nell'ottobre dello stesso anno solamente a causa delle cattive condizioni atmosferiche, risultando così come la maggior operazione dell'intero fronte orientale nel 1915.

## Antefatti
Durante le prime fasi del Fronte orientale, l'8. Armee tedesca aveva condotto una serie di azioni piuttosto fortunate contro le due armate russe che doveva fronteggiare. Dopo aver circondato e distrutto la 2ª Armata russa durante la battaglia di Tannenberg, avvenuta a fine agosto, Paul von Hindenburg e Erich Ludendorff mossero le loro truppe per affrontare la 1ª Armata russa nella prima battaglia dei laghi Masuri, distruggendola quasi del tutto prima che i soldati nemici avessero il tempo di raggiungere le loro fortificazioni. Quando le azioni terminarono, alla fine di settembre del 1914, la gran parte delle due armate russe era stata distrutta e tutte le forze russe erano state costrette ad abbandonare l'area attorno ai laghi Masuri, perdendo quasi 200 000 soldati, tra morti e prigionieri.
Le cose nel sud del fronte, però, non andavano bene per gli Imperi centrali. In quella zona il grosso dell'esercito russo fronteggiava un gruppo di unità austro-ungariche con più o meno la stessa quantità di effettivi. Questo gruppo iniziò la sua offensiva verso la fine di agosto del 1914 ed inizialmente spinse indietro i Russi, arrivando fino a quella che adesso è la Polonia centrale. I russi, però, contrattaccarono efficacemente dopo la metà di settembre, spingendo le unità austro-ungariche fino ai propri confini nazionali in una ritirata disordinata: ciò permise alle forze zariste di iniziare ad assediare Przemyśl. I tedeschi arrivarono in soccorso ed attaccarono con la 9. Armee sulla Vistola ma, sebbene inizialmente ci fossero stati dei successi, l'attacco fu, alla fine, sospeso e i Tedeschi ritornarono alle loro posizioni iniziali.
I russi riorganizzarono le loro armate per un'ulteriore offensiva in Slesia, mettendo in serio pericolo sia l'Austria-Ungheria sia la Germania. Quando intuirono le intenzioni nemiche, i tedeschi inviarono la 9. Armee a nord, premendo così sul fianco destro russo con varie operazioni, tra cui la battaglia di Łódź, avvenuta verso metà novembre. I tedeschi, però, non riuscirono ad accerchiare le unità russe e la battaglia terminò con un nulla di fatto e con una ritirata ordinata ad opera dei Russi, che si diressero ad est, verso Varsavia. Le condizioni atmosferiche impedirono che ulteriori azioni di grossa portata venissero condotte da ambo le parti per alcuni mesi.

## La battaglia
Il generale Franz Conrad von Hötzendorf, capo di stato maggiore dell'esercito austro-ungarico, propose per primo l'idea di fare breccia nelle linee nemiche nella zona attorno a Gorlice. Inizialmente questa proposta fu scartata dal comandante in capo tedesco, il generale Erich von Falkenhayn, che riteneva che le sorti della guerra si giocassero esclusivamente sul fronte occidentale. Successivamente egli, però, cambiò opinione e decise di intraprendere una grande offensiva in quella zona, a sud est di Cracovia, al limite meridionale del fronte orientale. Nell'aprile del 1915 la 11. Armee, costituita da dieci divisioni di fanteria ed al comando del generale August von Mackensen, fu trasferita dal fronte occidentale. Insieme alla 4ª Armata austro-ungarica, formata da otto divisioni di fanteria e una di cavalleria e guidata dall'arciduca Giuseppe Ferdinando, l'11. Armee dovette fronteggiare l'unità russa incaricata di difendere quel settore, la 3ª Armata, composta da 18 divisioni di fanteria, 5 di cavalleria e una divisione mista e comandata dal generale Radko Dimitriev.
Il generale Mackensen aveva ricevuto il comando di entrambe le forze e il 2 maggio 1915, dopo un pesante bombardamento di artiglieria, lanciò un attacco che prese i Russi di sorpresa. Egli concentrò dieci divisioni di fanteria e una divisione di cavalleria, per un totale di 126 000 uomini, 96 mortai, 457 pezzi di artiglieria leggera e 159 di artiglieria pesante, in una fascia di 35 chilometri, difesa da 5 divisioni russe, composte in totale da 60 000 uomini supportati da 141 pezzi di artiglieria leggera e solo 4 di artiglieria pesante. Le forze degli Imperi centrali abbatterono le difese russe e le linee zariste collassarono. La 3ª Armata russa lasciò nelle mani dei nemici qualcosa come 140 000 prigionieri, cessando de facto di essere operativa. Il 3º corpo d'armata del Caucaso, ad esempio, a fronte di un organico iniziale di 40 000 uomini, vide ridotta la sua consistenza ad 8 000 unità. Fu comunque lanciato in battaglia contro la 1ª Armata austro-ungarica in un combattimento sul fiume San, catturando 6 000 prigionieri e nove cannoni. Una delle sue divisioni al 19 maggio contava meno 900 uomini.
I Russi furono obbligati a ritirarsi e gli Imperi centrali riconquistarono gran parte della Galizia e la minaccia russa verso l'Austria-Ungheria fu scongiurata. Particolarmente gratificante la riconquista di Przemyśl, il 3 giugno. Lo stesso giorno fu lanciata una nuova offensiva: la 4ª e la 7ª Armata austro-ungarica, sul fianco della 11. Armee, insieme a quest'ultima si diressero verso il Nistro. Al 17 giugno, i russi si erano ritirati fino a Leopoli, la capitale della Galizia, e il 22 la quarta città più grande dell'Austria-Ungheria fu riconquistata. Con questa perdita, il che significava che la maggior parte della Galizia era tornata in mani austriache, le linee nel sud si stabilizzarono. La penetrazione era progredita per circa 100 miglia (160 km) nel suo punto più profondo, riducendo il saliente polacco a quasi un terzo della sua dimensione anteguerra.

## Conseguenza
Provando a salvare le forze russe dal subire perdite elevatissime e provando a guadagnare tempo per permettere lo sviluppo dell'industria bellica a casa, lo Stavka russo decise di evacuare gradualmente la Galizia ed il saliente polacco per raddrizzare la linea del fronte ed iniziò così quella ritirata strategica che è conosciuta anche come il "grande ritiro del 1915". Varsavia fu evacuata e cadde nelle mani della 12. Armee il 4 agosto. Alla fine del mese l'intera Polonia era sotto il controllo degli austro-tedeschi e ben 750 000 prigionieri erano stati catturati.